# Zofío
Zofío és un barri del districte d'Usera, a Madrid. Té una superfície de 77,40 hectàrees i una població de 14.623 habitants (2009). Limita al nord amb Moscardó, a l'est amb Pradolongo, al sud amb Orcasitas i a l'oest amb Abrantes (Carabanchel).

## Transports
A la seva delimitació s'hi troben l'estació d'Usera (Línia 6) i la de Plaza Elíptica (Línia 11)